# カリー郡 (ニューメキシコ州)
カリー郡（英: Curry County）は、アメリカ合衆国ニューメキシコ州にある郡。人口は4万8430人（2020年）。郡庁所在地はクローヴィスである。1907年から1910年まで知事を務めたジョージ・カリーにちなんで名付けられた。州の東に位置し、テキサス州と接している。

## 地理
総面積は3,646 km² (1,408 mi² )。陸地面積は3,641 km² (1,406 mi²)で、水面積は4 km² (2 mi²)で全体の0.12%である。

## 近接する郡
- クワイ郡 (ニューメキシコ州) - 北
- ルーズベルト郡 (ニューメキシコ州) - 西, 南
- ベイリー郡 (テキサス州) - 南東
- パーマー郡 (テキサス州) - 東
- デフスミス郡 (テキサス州) - 北東

## 人口統計
以下は2000年国勢調査における人口統計データである。
| 基礎データ - 人口: 45,044人 - 世帯数: 16,766世帯 - 家族数: 11,870家族 - 人口密度: 12/km² (32/mi²） - 住居数: 19,212軒 - 住居密度: 5/km² (14/mi²) 人種別人口構成 - 白人: 72.40% - アフリカン・アメリカン: 6.86% - ネイティブアメリカン: 1.00% - アジア人: 1.78% - 太平洋諸島系:0.13% - その他の人種: 14.08% - 混血(2人種間以上の): 3.75% - ヒスパニック・ラテン系: 30.38% 世帯と家族（対世帯数） - 全世帯数: 16,766世帯 - 18歳未満の子供がいる:38.00% - 結婚・同居している夫婦: 54.00% - 未婚・離婚・死別女性が世帯主: 12.80% - 非家族世帯: 29.20% - 単身世帯: 25.50% - 65歳以上の老人1人暮らし: 9.00% - 平均構成人数 - 世帯: 2.62人 - 家族: 3.15人 | 年齢別人口構成 - 18歳未満: 30.10% - 18-24歳: 11.50% - 25-44歳: 28.80% - 45-64歳: 18.10% - 65歳以上: 11.50% - 年齢の中央値: 31歳 - 性比（女性100人あたり男性の人口） - 総人口: 97.60人 - 18歳以上: 94.30人 収入と家計 - 収入の中央値 - 世帯: 28,917米ドル - 家族: 33,900米ドル - 性別 - 男性: 25,086米ドル - 女性: 19,523米ドル - 人口1人あたり収入: 15,049米ドル - 貧困線以下 - 対家族: 15.50% - 対人口: 19.00% - 18歳未満: 25.10% - 65歳以上: 14.30% |

## 主な市および町
- クローヴィス（郡庁所在地）
- キャノン空軍基地
- Grady
- Melrose
- Texico